# 陈锦燕
陈锦燕（1988年1月22日—），中国女子击剑運動員。

## 簡歷
2012年，陈锦燕代表中国出戰英國倫敦舉行的奥林匹克运动会擊劍比賽女子個人花劍賽事。她在16強遭遇意大利名將、三届奥运金牌得主瓦伦蒂娜·韦扎利，最终以6比15不敌对手。

## 外部連結
- 陈锦燕的新浪微博